# Tepecahuantla
Tepecahuantla är en ort i Mexiko.   Den ligger i kommunen Metztitlán och delstaten Hidalgo, i den sydöstra delen av landet, 140 km norr om huvudstaden Mexico City. Tepecahuantla ligger 1 281 meter över havet och antalet invånare är 116.
Terrängen runt Tepecahuantla är huvudsakligen kuperad, men norrut är den bergig. Tepecahuantla ligger nere i en dal. Runt Tepecahuantla är det glesbefolkat, med 20 invånare per kvadratkilometer. Närmaste större samhälle är Zacualtipán, 14,7 km öster om Tepecahuantla. I omgivningarna runt Tepecahuantla växer huvudsakligen savannskog.